# Verceia
Verceia ist eine norditalienische Gemeinde (comune) in der Provinz Sondrio (Region Lombardei). 

## Lage und Einwohner
Verceia  liegt rund 45 Kilometer nordwestlich von der Provinzhauptstadt Sondrio am Lago di Mezzola. Sie ist im unteren Valchiavenna gelegen und von Chiavenna aus kommend die vorletzte Gemeinde des Tals vor Dubino. Der 1075 Einwohner (Stand 31. Dezember 2024) zählende Fremdenverkehrsort erstreckt sich auf der östlichen Seite des Sees. 
Die Nachbargemeinden sind Novate Mezzola im Norden und Osten, Dubino im Süden sowie Sorico, in der Provinz Como, auf der gegenüberliegenden Seite des Sees.

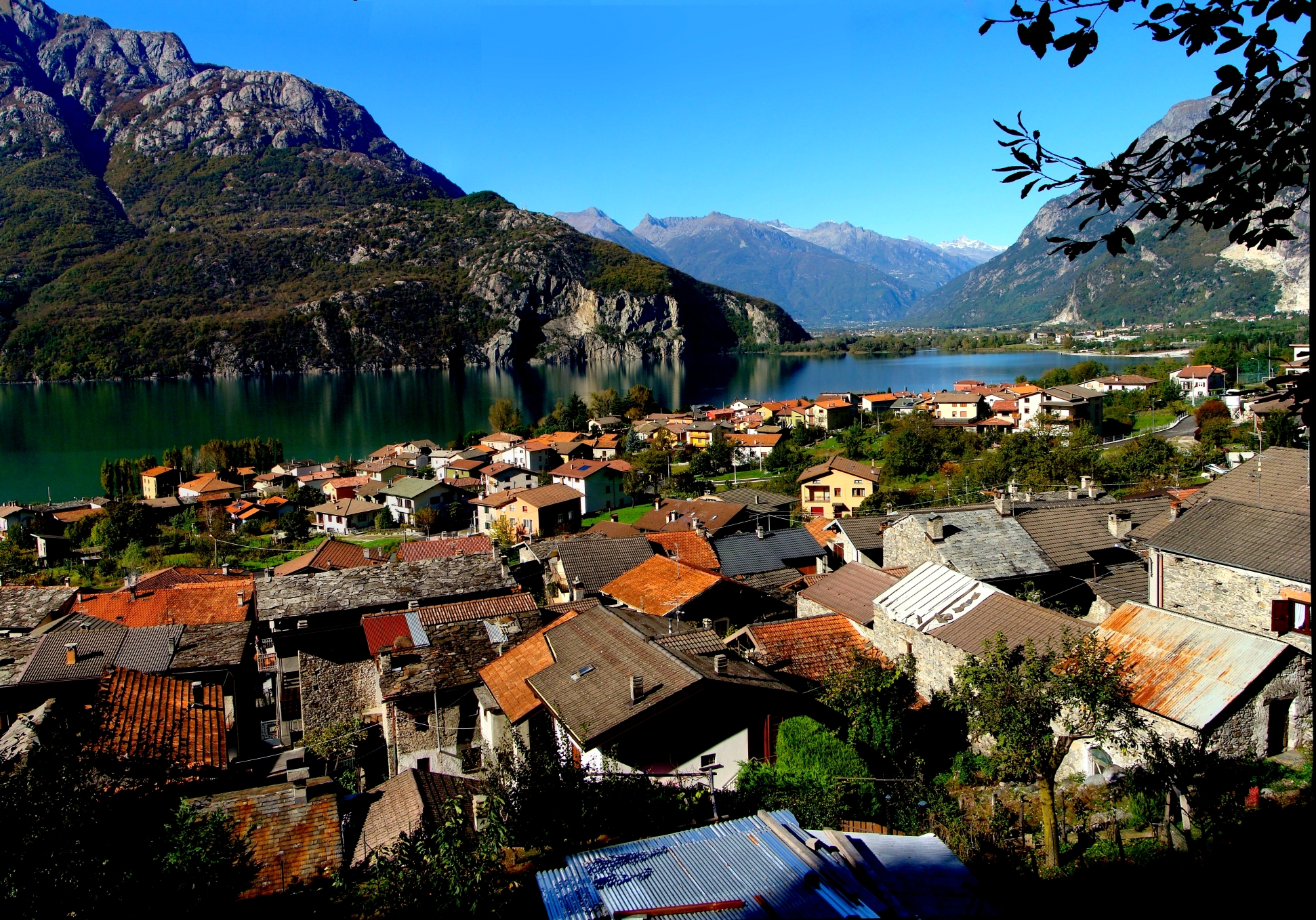
Verceia und Mezzolasee

### Verkehrsanbindung

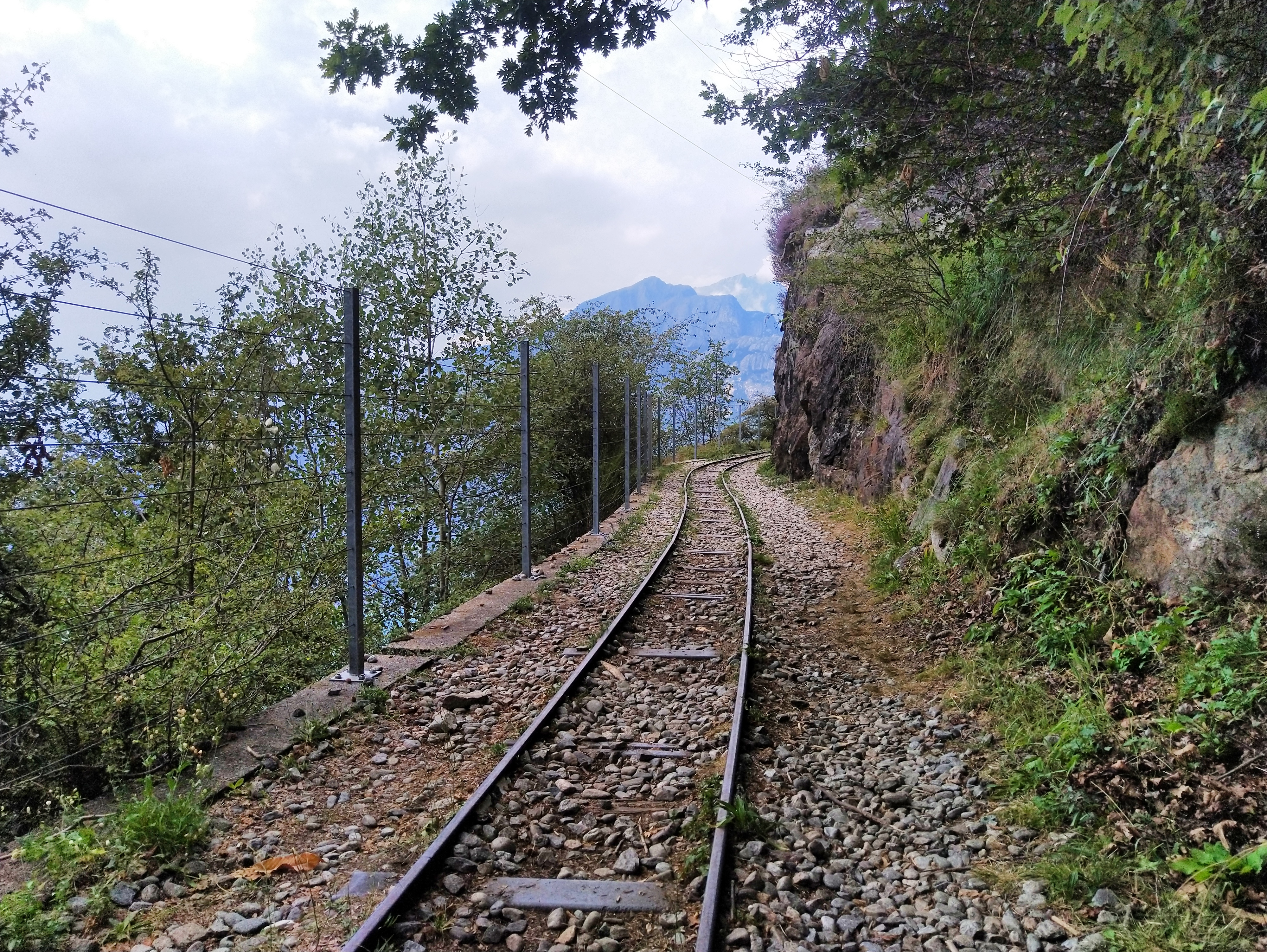
Tracciolino

Verceia hat einen Bahnhof an der Bahnstrecke Colico–Chiavenna und liegt an der Staatsstraße 36 die nach Chiavenna und Lecco führt.

## Tourismus

### Naturgebiete
Die Stadt überblickt den Mezzola See, der nicht zum Baden geeignet ist, aber zahlreiche Wasserarten und Vögel beherbergt.
Von Verceia aus kann man zum Valle dei Ratti hinaufsteigen, wo man auf dem Sentiero Italia auf landschaftlich und naturalistisch sehr interessanten Wegen wandern kann. Dort erreicht man die Frasnedo-Hütte (1287 m) und die Volta-Hütte (2212 m), von wo aus man über den Primalpia-Pass (2476 m) in das Valle di Spluga und dann in das Val Masino weitergehen kann.

### Tracciolino
Auf rund 920 m s.l.m. verläuft zwischen dem Lago di Moledana und dem Val Codera die aufgelassene Schmalspurbahn Tracciolino, gebaut in den dreißiger Jahren für den Materialtransport zur Diga di Moledana, der Staumauer des Lago di Moledana und einem Wasserkraftwerk im Val Codera. Die Trasse wird heute als Wanderweg und MTB-Strecke genutzt.